# VI wyprawa krzyżowa
VI wyprawa krzyżowa, VI krucjata – wyprawa wojenna, która odbywała się w latach 1248–1254. Może być również nazywana VII wyprawą krzyżowa jeśli za krucjatę bierzemy Wyprawę Fryderyka II z lat 1228-1229.
Udział w krucjacie wzięło głównie rycerstwo francuskie na czele z królem Ludwikiem IX. Krzyżowcy zaatakowali Egipt, zdobyli Damiettę i wyprawili się w roku 1250 na Kair, gdzie Ludwik IX i duża liczba rycerstwa dostała się do niewoli. By odzyskać wolność, król musiał oddać Damiettę oraz zapłacić kwotę odpowiadającą poborom podatkowym z dwóch lat. Po rozbudowie fortyfikacji w Akce i Jaffie powrócił w roku 1254 do Francji.
Po klęsce poniesionej pod Al-Mansurą układ pokojowy zawarty z nowymi mameluckimi władcami Egiptu pozwolił Ludwikowi IX na wycofanie się i odpłynięcie z resztką wojsk do Akki.